# سيليو كون بريا
سيليو كون بريا هي بلدية في مقاطعة فرشيلي يقطنها 992 نسمة. تأسست في 1 كانون الثاني / يناير 2018 من اندماج بلديات بريا وسيليو في فالسيشيا.

## التاريخ
في 29 أكتوبر 2017 جرى استفتاء في كل البلديات وكانت النتائج إيجابية (450 صوتا مؤيدا و 29 ضد).
تأسست رسميا بالقانون الإقليمي رقم 23 في 6 كانون الأول / ديسمبر 2017، الذي نشر في الجريدة الرسمية في منطقة بيدمونت n. 50 من 14 كانون الأول / ديسمبر 2017، البلدية الجديدة تعمل من 1 كانون الثاني / يناير 2018.